# Tochtepec
Tochtepec är en kommunhuvudort i Mexiko.   Den ligger i kommunen Tochtepec och delstaten Puebla, i den sydöstra delen av landet, 150 km öster om huvudstaden Mexico City. Tochtepec ligger 1 986 meter över havet och antalet invånare är 6 050.
Terrängen runt Tochtepec är platt åt nordost, men åt sydväst är den kuperad. Runt Tochtepec är det ganska tätbefolkat, med 60 invånare per kvadratkilometer. Närmaste större samhälle är Tecamachalco, 10,6 km nordost om Tochtepec. Trakten runt Tochtepec består i huvudsak av gräsmarker.